# 여심 (1973년 드라마)
《여심》(女心)은 1973년 7월 4일부터 1973년 10월 6일까지 방영된 MBC 일일연속극이다.

## 등장 인물
- 태현실
- 송재호
- 백일섭
- 김난영